# Ernesto Carpano Maglioli
Ernesto Carpano Maglioli (Biella, 16 febbraio 1887 – Biella, 17 agosto 1955) è stato un avvocato e politico italiano.
È stato Sottosegretario di Stato all'Interno nel III Governo De Gasperi.